# Letenská vodárenská věž

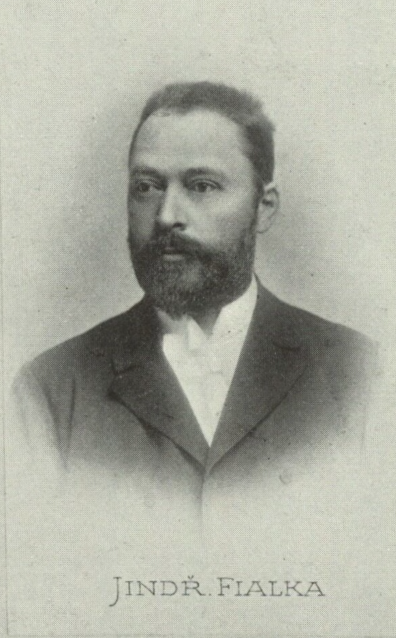
Jindřich Fialka, architekt stavby

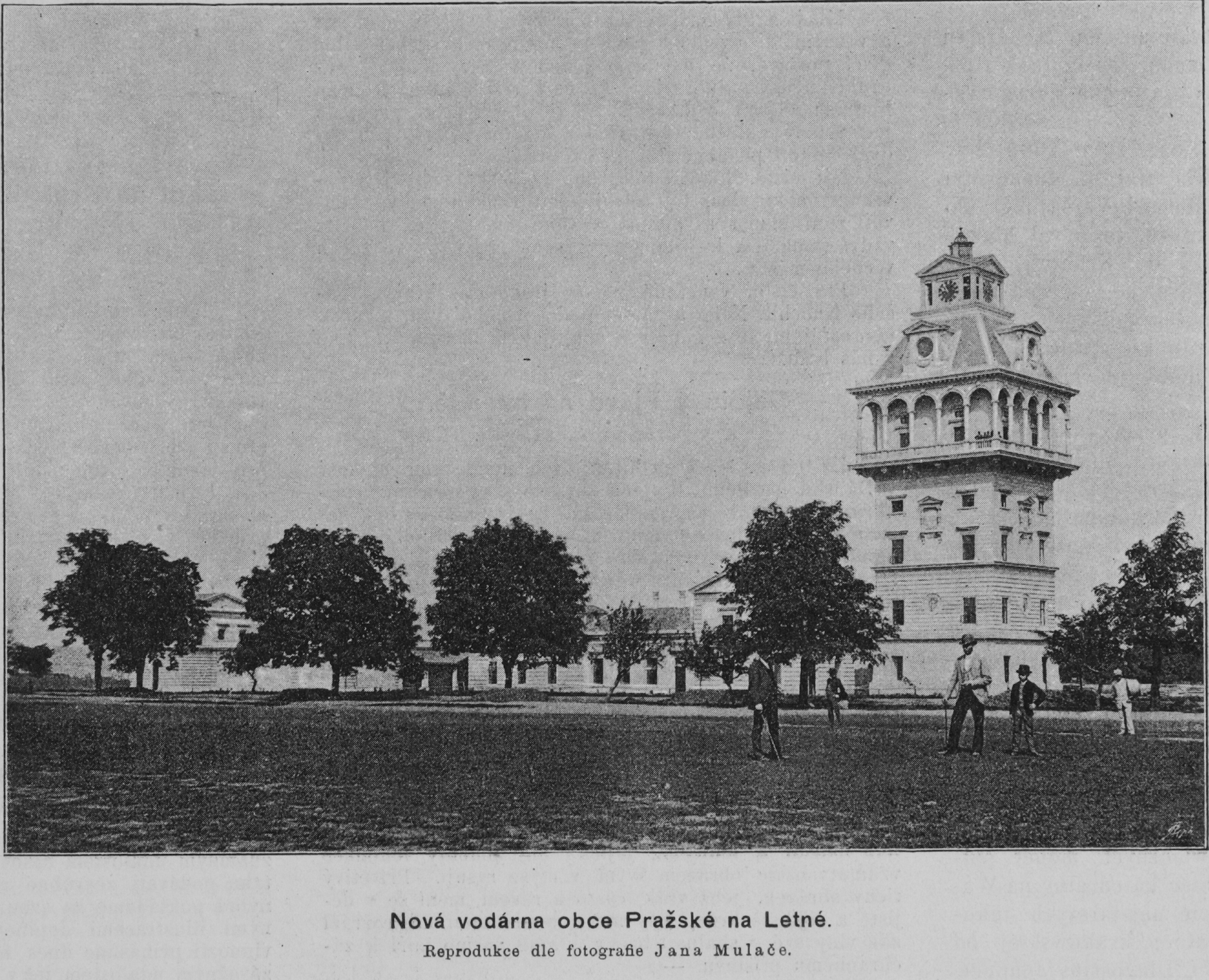
Letenská vodárna r. 1888

Letenská vodárenská věž nebo také Letenská vodárna je 38,3 metrů vysoká pětipodlažní vodárenská stavba postavená v novorenesančním slohu, která se nachází v Praze-Bubenči na Letné nedaleko od fotbalového stadionu Sparty Praha na adrese Korunovační 1000/3, Na výšinách 1000/1. Objekt v současnosti slouží jako knihovna, mateřská školka, prostor pro klubovny a v nejvyšším patře je také společenský sál. Stanová střecha oplývá vikýři, na špičce střechy je v nástavbě umístěn hodinový stroj. V posledním patře se nachází vnější ochoz umístěný na krakorcích.

## Historie
Stavba pochází z roku 1887 až 1888 a byla vybudována podle návrhu architekta a městského inženýra Jindřicha Fialky.
Věž s přilehlou vodárnou původně zásobovala vodou část Holešovic a Bubenče. Svému účelu přestala sloužit po 25 letech, již v roce 1913. Posléze byla přestavěna na bytový objekt s tím, že přilehlá strojovna, vodojem a další provozní budovy byly zbourány. K celkové demolici někdejších budov vodárny kromě věže samotné došlo až v 80. letech 20. století poté, co byly ponechány bez patřičné péče. Na jejich místě vystavěn dům mládeže a mateřská školka.
V současné době pozůstalý objekt věže s přistavěným domem dětí slouží dětem a mládeži, nachází se zde klubovny, výtvarné ateliéry a čajovna. Jen přilehlé uličce mezi Molochovem a věží zůstalo jméno „U letenské vodárny“.
Mezi listopadem 2016 až květnem 2018 probíhala rekonstrukce věže investovaná Prahou 7 podle návrhu ateliéru Petr Hájek architekti. Proběhla citlivá obnova věže i jejího okolí, jež nebylo v dobrém stavu. V nejvyšším patře věže kde byla původně nádrž vznikl společenský sál s přístupem na ochoz, kde přibyl periskop. V úrovni pod sálem, která původně sloužila pro hlavního topiče vznikla knihovna. V zbývajících dolních prostorech vznikly prostory různých kluboven. Nové prostory získala také zdejší mateřská škola. Fasáda získala původní pískovcovou barvu. Rekonstrukce vyšla na 62 milionů korun, z čehož 61 % (38 milionů) pokryly dotace od hl. m. Prahy a také z Evropské unie.